# 衝擊石英
衝擊石英，或稱為撞擊石英、受震石英（英語：Shocked quartz），是一種微結構和一般石英不同的石英，只在極高壓和有限溫度下形成。這種石英的結晶結構是隨著結晶內的平面變形。這些在顯微鏡下是線行結構的平面被稱為面狀變形構造（Planar deformation features, PDFs）或衝擊頁理（Shock lamellae）。

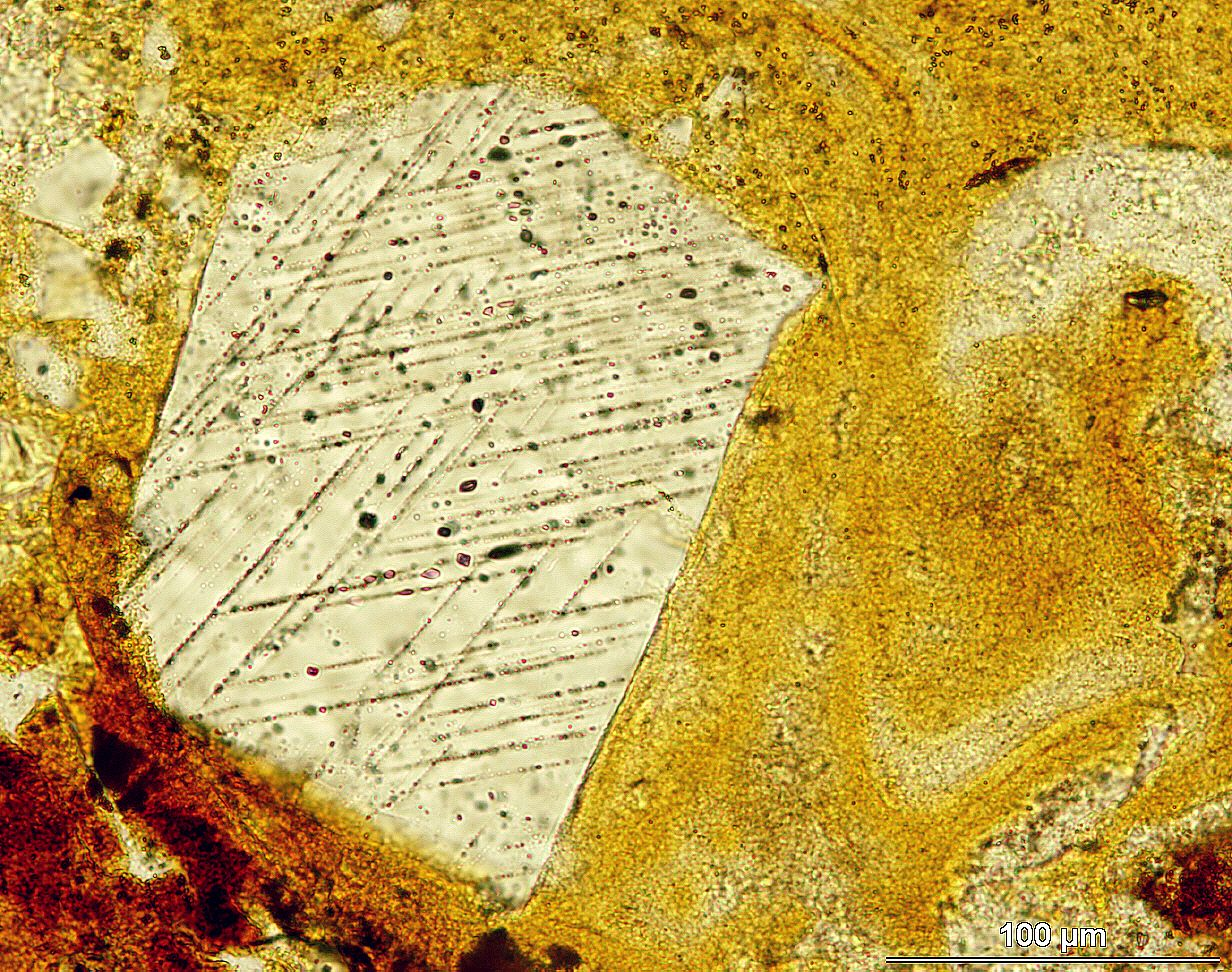
在芬蘭蘇瓦斯韋西南撞擊坑發現的衝擊石英樣本。

## 發現
美國天文學家尤金·舒梅克發現衝擊石英存在在被隕石撞擊後所形成的撞擊坑（例如巴林傑隕石坑）中。發現衝擊石英可以證明該撞擊坑是由隕石撞擊造成，而非火山噴發後的產物；因為火山不可能產生足以形成衝擊石英的巨大壓力。另外，衝擊石英亦可於地下核試驗場所被發現，因為這樣的環境可以產生足夠壓力形成該種石英。

## 分佈
衝擊石英在世界各地都有發現，主要存在於白堊紀和第三紀地層交界的薄層K-T界線岩石中。衝擊石英是除了化學元素銥之外，另一種物質證明白堊紀和第三紀這兩個地質年代的變化乃是因為一次巨大的撞擊事件。雖然撞擊石英是近年才被發現，尤金·舒梅克卻是在德國巴伐利亞位於一個撞擊坑中間的小鎮讷德林根的建築石材中發現它。

## 結構
衝擊石英會和另外兩種二氧化矽同質多形體：斯石英和柯石英一起被發現。這些二氧化矽的同質多形體其結晶結構和一般的石英不同。這些特殊結構只能在極高壓和某種溫度下形成；高溫將使這些同質多形體變成石英的一般結構。斯石英和柯石英也是撞擊事件或核爆炸的重要指標。

## 參見

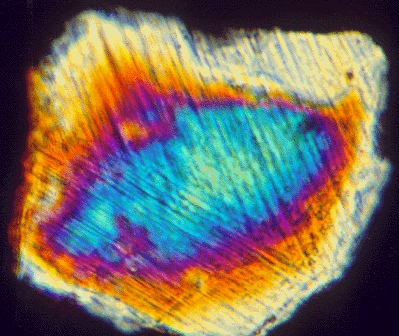
切薩皮克灣隕石坑內發現的衝擊石英樣本。

## 外部連結
- 隕石坑的一般特徵 （页面存档备份，存于） 經濟部中央地質調查所
- 衝擊石英介紹Portuguese Web Archive的存檔，存档日期2016-05-22
- 柯石英介紹
- 斯石英介紹